# 연결고리
〈연결고리〉는 대한민국의 레이블 일리네어 레코즈의 컴필레이션 음반 11:11에 수록된 타이틀곡이다. 프리마 비스타가 프로듀싱하였으며, 더콰이엇, 도끼, 빈지노를 비롯 MC 메타가 참여하였다. 국내에 대표적으로 알려진 트랩 음악으로 평가받으며, 더 콰이엇과 도끼의 엠넷 《Show Me The Money 3》 출연 후 큰 인기를 끌었다.

## 배경
일리네어 레코즈의 컴필레이션 음반 11:11의 타이틀 곡으로서, 프리마 비스타가 프로듀싱을 하였다. 곡 전체적으로 2음절씩 끊어서 뱉는 독특한 플로우를 가진 트랩 음악이며 MC 메타가 피처링으로 참여하였다. 연결고리란 단어는 원래 MC 메타가 자주 사용하던 단어였는데 더 콰이엇은 신과 구의 힙합 트렌드를 잇고자 작업하게 되었으며 MC 메타에게 보답으로 롤렉스를 선물하였다고 밝혔다.
음반 발매 직후, 가온 차트에 96위로 데뷔하였고, 2014년 7월 1일, 공식 뮤직비디오가 공개되었다. 곡이 재조명을 받게 된 계기는 도끼, 더콰이엇이 프로듀서로서 참여한 엠넷 《Show Me The Money 3》를 통하여 큰 화제가 되었는데, 바비가 준결승전에 원곡을 재해석한 〈연결고리#힙합〉을 선보여 큰 인기를 끌었다. 인기와 더불어, 바비가 해당 프로그램에서 우승하면서 후렴이었던 "너와 나의 연결고리 / 이건 우리 안에 소리" 구절은 유행어가 되기도 하였다. 또한 도끼와 더콰이엇이 2014년 엠넷 아시안 뮤직 어워드에 참석해 바비와 마스타 우와 함께 오프닝 곡으로 라이브를 선보였다.

## 디스 논란
2014년 7월 17일, 산이가 공개곡 〈쇼미더머니3〉를 통해 〈연결고리〉 중 빈지노의 구절 "이름 있는 아이돌에 후렴에다 랩 하는 아이디언 대체 누구 껀데"라는 부분을 인용, "이름 있는 래퍼 랩에 아이돌 앉혀주는 아이디언 내 껀데"라고 쓰면서, 인터넷을 통해 일리네어 레코즈 디스가 아니냐고 논란이 일었다. 특히 가사 내용 중에 무단 샘플링, 표절 관한 내용이 있어 빈지노의 무단 샘플링 논란을 디스한 것처럼 비춰졌다. 하지만 보도 후 산이의 소속사인 브랜뉴뮤직은 디스 곡이 아니라며 일축하였고, 이후 산이가 〈연결고리 (SMTM Remix)〉곡에 참여, 디스가 아니라고 벌스를 썼으며 이어 이듬 해 4월에 엠넷 《4가지쇼》에도 출연하여 "디스가 아니다. 단순히 노이즈를 일으키고 싶었던 건 맞지만, 힙합씬에 대해 말하고 싶었을 뿐"이라고 해명하였다.

## 리믹스 음반
《연결고리 Remixes》는 일리네어 레코즈의 리믹스 음반이다. 2014년 8월 11일, 디지털 다운로드로 발매하였으며 엠넷 《Show Me The Money 3》 프로듀서진이 참여한 SMTM 리믹스를 비롯, 6곡의 〈연결고리〉 리믹스 곡이 수록되었다. 음원 발매 후, 트위터를 통해 인스트루멘탈 및 아카펠라를 배포하기도 하였다.

### 수록곡
| #            | 제목                                                                    | 작사                                                  | 작곡                      | 재생 시간 |
| ------------ | ----------------------------------------------------------------------- | ----------------------------------------------------- | ------------------------- | --------- |
| 1.           | 〈연결고리 (SMTM Remix)〉 (Feat. 마스타 우, 산이, 스윙스, YDG, MC 메타) | 더콰이엇, 도끼, 마스타 우, 산이, 스윙스, YDG, MC 메타 | 프리마 비스타             | 6:43      |
| 2.           | 〈연결고리〉 (Yammo Remix)                                              | 더콰이엇, 도끼, 빈지노                                | 프리마 비스타, 더콰이엇   | 4:36      |
| 3.           | 〈연결고리〉 (G-Mix)                                                    | 더콰이엇, 도끼, 빈지노                                | 도끼, 프리마 비스타       | 4:36      |
| 4.           | 〈연결고리〉 (Vida Loca Remix)                                          | 더콰이엇, 도끼, 빈지노                                | 비다 로카, 프리마 비스타  | 4:34      |
| 5.           | 〈연결고리〉 (The Quiett Remix)                                         | 더콰이엇, 도끼, 빈지노                                | 더콰이엇, 프리마 비스타   | 5:33      |
| 6.           | 〈연결고리〉 (Brilliant Remix)                                          | 더콰이엇, 도끼, 빈지노                                | 브릴리언트, 프리마 비스타 | 4:33      |
| 총 재생 시간 | 총 재생 시간                                                            | 총 재생 시간                                          | 총 재생 시간              | 30:36     |

## 차트 및 수상

### 노래 차트
| 〈연결고리〉              | 72 |
| 〈연결고리#힙합〉         | 4  |
| 〈연결고리 (SMTM Remix)〉 | 79 |

### 힙합플레이야 어워드
- 2014년 힙합플레이야 어워드 올해의 곡 - 〈연결고리〉[15]
- 2014년 힙합플레이야 어워드 올해의 음반, 올해의 콜라보레이션, 올해의 구절 - 〈연결고리〉(2위)